# Heterachthes aeneolus
Heterachthes aeneolus är en skalbaggsart som beskrevs av Bates 1885. Heterachthes aeneolus ingår i släktet Heterachthes och familjen långhorningar. Inga underarter finns listade i Catalogue of Life.